# 亞斯納波利亞納 (哈爾科夫州)
亞斯納波利亞納（羅馬化：Yasna Poliana）是位於烏克蘭東部哈爾科夫州别列斯京区納塔利內市鎮的村莊。該村始建於1920年，面積1.25平方公里，海拔高度141米，2001年人口199，人口密度每平方公里159.2人。